# Truus van der Plaat
Truus van der Plaat, née le 11 mai 1948 à Geldermalsen, est une coureuse cycliste néerlandaise.

## Palmarès
- 1973
  - 5e étapes des Journées Havro-Cauchoises
  - 3e du championnat des Pays-Bas sur route
- 1975
  - 3e du championnat des Pays-Bas sur route
- 1976
  - 2e étapes des Journées Havro-Cauchoises
- 1978
  -  Championne des Pays-Bas de vitesse
  - 3e du championnat des Pays-Bas sur route
- 1979
  - 2e du championnat du monde de vitesse